# Colin Campbell (marchand)
Pour les articles homonymes, voir Colin Campbell et Campbell.
Colin Campbell, né le 1er novembre 1686 à Édimbourg et décédé le 9 mai 1757 à Göteborg, est un marchand et entrepreneur écossais qui a cofondé la Compagnie suédoise des Indes orientales et est le premier envoyé du roi suédois Frédéric Ier auprès de l'empereur de Chine.

## Biographie

### Jeunesse
Colin Campbell est né en novembre 1686. Il est le fils de John Campbell, avocat et citoyen éminent d'Édimbourg, et de son épouse Elizabeth Campbell de Moy, dans le comté d'Inverness. Ils sont apparentés à la famille noble du Clan Campbell de Cawdor, plus tard éminente dans la pairie. Colin est le plus jeune de trois frères et tous suivent leur père en devenant notaires, marchands et citoyens éminents. Colin devient bourgeois (burgess) d'Edimbourg en 1720.

### Ostende
En 1723, Colin Campbell perd beaucoup d'argent et se retrouve criblé de dettes à la suite d'investissements spectaculaires et de l'effondrement financier qui s'est ensuivi, connu sous le nom de "South Sea Bubble". Il jure de rembourser toutes ses dettes, ce qu'il fait avant de mourir, mais entre-temps, il doit fuir ses débiteurs et se rend à Ostende, en Belgique actuelle. Cette ville fait alors partie des Pays-Bas autrichiens, où Campbell aide les Autrichiens dans leurs tentatives de créer un rival autrichien à la Compagnie britannique des Indes orientales. Il y reste jusqu'en 1730, principalement en tant que subrécargue, accompagnant les navires et gérant les ventes. Le projet autrichien n'étant pas couronnée de succès, en grande partie à cause de l'opposition britannique, il déménage à Stockholm, en Suède. L'année suivante, il s'installe à Göteborg, le premier port de Suède, où d'autres marchands écossais sont établis depuis longtemps.

### Göteborg
A Göteborg, il s'associe à des Suédois riches et bien connectés. Henrik König (1686-1736) est un courtier en import/export de Stockholm, issu d'une famille de marchands hanséatiques allemands, mais résidant désormais en Suède. Son frère, Christian (1678-1762) est secrétaire du cabinet de la Chancellerie et par son intermédiaire, Henrik est en contact avec le roi Frédéric Ier. König avait développé un projet de commerce avec les Indes orientales, avec Niclas Sahlgren, un marchand qui avait travaillé avec la Compagnie hollandaise des Indes orientales, et qui avait déjà été impliqué dans un éventuel projet suédois pour les Indes occidentales. Campbell a approché Sahlgren qui l'a invité en Suède.

#### Compagnie suédoise des Indes orientales
En avril 1731, le Riksdag des États (Parlement suédois) approuve la Charte du roi qui donne à la Compagnie suédoise des Indes orientales le monopole de tout le commerce suédois avec les "Indes orientales" (c'est-à-dire tout port à l'est du cap de Bonne-Espérance). Il est expressément interdit à la Compagnie de commercer dans les zones sous le contrôle d'autres pays (par exemple la Grande-Bretagne et les Pays-Bas) sans leur permission, et les "privilèges" que la Charte leur accordait ne représentaient rien de plus que "les droits communs de la nature et des peuples", mais les richesses attendues étaient signalées par le fait que la Compagnie acceptait de payer au roi environ 25 000 dollars d'argent par voyage. Comme seuls les Suédois pouvaient être directeurs de la Compagnie, Campbell a demandé la nationalité suédoise le 14 juin 1731 et a été élevé à la noblesse, avec un blason rappelant son ascendance Campbell et une devise Memento Deus dabit vela ("Souvenez-vous que c'est Dieu qui remplit les voiles").

#### Premier voyage
Le premier voyage de la Compagnie se fait à bord du Fredericus Rex Sueciae, qui partit de Gotheburg le 9 février 1732. Colin Campbell était subrécargue - détenant toute l'autorité de la Compagnie - auquel le premier capitaine, Georg Herman Trolle, devait s'en remettre. Il y avait un certain nombre d'étrangers à bord du navire.
Campbell portait également des laissez-passer maritimes et un passeport qui confirmait son statut de ministre plénipotentiaire auprès de l'empereur de Chine, du Grand Moghol et d'autres princes asiatiques - tous émis en néerlandais, au cas où ils seraient arrêtés par cette marine, ce qui fut le cas. Il n'a jamais établi de contact direct avec l'Empereur de Chine ou le Grand Moghol, mais il a cependant établi un lien durable et profitable entre la Suède et Canton.
Le voyage dura 550 jours, avec un séjour de 120 jours à Canton. Il passa par la Norvège, Cadix et le Cap de Bonne Espérance, puis se rendit à l'île Saint-Paul, dans le détroit de la Sonde et à Canton, où elle jeta l'ancre le 19 septembre 1732, six mois et demi après avoir quitté la Suède.
Sur le chemin du retour, le 3 février 1732, ils sont arrêtés dans le détroit de la Sonde par sept navires hollandais, dont les officiers refusent de reconnaître les laissez-passer, évacuent le navire, mettent à bord un contingent de soldats hollandais et lui ordonnent de faire route vers Batavia, le quartier général des Hollandais. Seul Colin Campbell reste à bord. À Batavia, le gouverneur général, Dirck van Cloon, a examiné les laissez-passer de Campbell, s'est excusé et l'a autorisé à poursuivre son voyage, sous escorte, le 9 février. Campbell avait tenu un journal/compte rendu du voyage, mais l'avait détruit à l'approche des Hollandais, au cas où ils penseraient qu'il avait espionné, et au cas où ils découvriraient des informations commercialement sensibles. Campbell avait soigneusement refusé de fournir toute information sur sa cargaison. Il a reconstitué ce journal mentalement des années plus tard, et son manuscrit a été publié en 1996.
Ils se dirigent vers l'Europe, s'arrêtant à l'île de Fernando de Noronha, au large des côtes du Brésil, pour se réapprovisionner et récupérer du scorbut. Le 7 septembre 1733, le Fredericus RS est de retour à Gotheburg, dix-huit mois après son départ. Campbell a immédiatement dressé un catalogue de plaintes contre les Hollandais. Un premier dividende de 25% a été donné aux actionnaires du voyage, suivi d'un second dividende de 50%. Le voyage a donc été très rentable, malgré les Hollandais.
Plus de 20 autres voyages ont eu lieu au cours des quinze années suivantes, et Campbell s'est enrichi, avant de rembourser toutes ses dettes et de mourir en 1757.